# سافاری (مرورگر وب)
سافاری (به انگلیسی: Safari، تلفظ انگلیسی: /سِ فار ئی/ – از safari در زبان سواحلی، از ریشه «سَفَر‎» در زبان عربی، معنی: وحش‌گشت) یک مرورگر وب از شرکت اپل است که بر پایه موتور چیدمان وب‌کیت ساخته شده و با ظاهری ساده و آسان دارای امکانات پیشرفته و امنیت قابل قبول است. این مرورگر فقط در سیستم‌عامل‌های شرکت اپل شامل مک اواس و iOS موجود است و در آن‌ها پیش‌نصب‌شده (پیش‌فرض) است.
استیو جابز، مدیر عامل شرکت اپل در ۱۱ ژوئن ۲۰۰۷ در کنفرانس جهانی توسعه‌دهندگان اپل اعلام کرد که این شرکت یک نسخه از مرورگر وب سافاری را برای سیستم‌عامل ویندوز توسعه داده‌است. آخرین نسخه سافاری برای ویندوز در می ۲۰۱۲ منتشر شد.